# 河野徳兵衛
河野 徳兵衛（こうの とくべえ、宝暦13年（1763年） - 天保9年8月15日（1838年10月3日）は、江戸時代中期-後期の農学者。名は通如。

## 経歴・人物
甲斐国八代郡夏目原村の豪農。天明7年（1787年）宮崎安貞の『農業全書』や地域の農家の知識をもとに、作物の栽培方法や肥料の調合法などを記した農書『農事弁略』を著した。